# Malé Borové
Malé Borové (Hongaars: Kisborove) is een Slowaakse gemeente in de regio Žilina, en maakt deel uit van het district Liptovský Mikuláš.
Malé Borové telt 170 inwoners.